# Baía Lituya

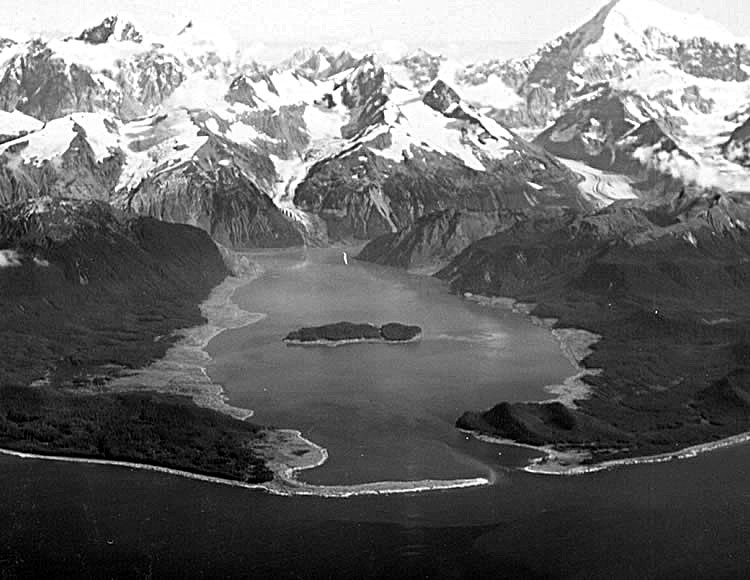
Os danos causados pelo megatsunami da Baía de Lituya em 1958 podem ser vistos nesta fotografia aérea oblíqua da Baía de Lituya, no Alasca, com as áreas mais claras na costa onde as árvores foram arrancadas.

A Baía Lituya (em Tlingit, Ltu.aa, que significa "Lago de Dentro") é um fiorde situado na costa da região sudeste do estado do Alasca, Estados Unidos. Tem 14,5 km de comprimento e 3,2 km de largura em seu ponto mais largo. A baía foi descoberta em 1786 por Jean-François de La Pérouse, que a nomeou como Port des Français. Durante a expedição, vinte e um homens de sua tripulação morreram vítimas das correntes de maré na baía. 
Tornou-se famosa mundialmente pelo megatsunami de 1958, que atingiu 524 metros de altura, sendo o maior tsunami já registrado.